# Internationale Kommunisten Deutschlands (1918)
Internationale Kommunisten Deutschlands (IKD) war der Name einer kurzlebigen Organisation, die zusammen mit dem  Spartakusbund Rosa Luxemburgs und Karl Liebknechts am 31. Dezember 1918 die Kommunistische Partei Deutschlands gründeten.

## Geschichte
Der Name IKD wurde von der Gruppe der so genannten Bremer Linksradikalen und anderen unabhängigen revolutionären Gruppen in Hamburg, Berlin, Dresden und einigen anderen Orten angenommen.
Als 1917 die USPD entstand, folgten diese Gruppen nicht der Politik des Spartakusbundes, in der neuen Partei mitzuarbeiten und strebten stattdessen an, eine unabhängige kommunistische Organisation auf nationaler Ebene zu bilden. Polizeiliche Repression verhinderte dieses, bis am 15. Dezember 1918 die IKD formal als lose Föderation von lokalen Gruppen gegründet wurde – um nur einen halben Monat später in der neu gegründeten KPD aufzugehen.
Politisch waren die IKD von ultralinken Tendenzen bestimmt; so befürworteten z. B. Teile der Bremer Linksradikalen, die Gewerkschaften durch eine Einheitsorganisation zu ersetzen, die die Funktionen von Partei und Gewerkschaft in einem erfüllen sollte.
Viele Mitglieder der IKD waren skeptisch in Bezug auf die Vereinigung mit dem Spartakusbund, darunter Johann Knief von der Bremer Gruppe. Karl Radek, der Ende Dezember 1918 (vermutlich am 20.) aus Moskau in Berlin ankam, und der in früheren Jahren eng mit den Bremer Linksradikalen und Johann Knief zusammengearbeitet hatte, spielte eine entscheidende Rolle dabei, die IKD-Leute umzustimmen und für die Vereinigung zu gewinnen.
Ursprünglich waren die IKD als Internationale Sozialisten Deutschlands (ISD) Teil der Fraktion innerhalb der SPD, die sich gegen die Burgfriedenspolitik der Sozialdemokratie während des Ersten Weltkrieges gewandt hatte. Die auch die Linksradikalen genannte Strömung war lokal unabhängig organisiert. Einzelne Gruppen gaben verschiedene Zeitschriften heraus, so zum Beispiel Lichtstrahlen in Berlin  (Schriftleitung Julian Borchardt, ISD), Bremer Bürger-Zeitung, später Arbeiterpolitik Bremen (Schriftleitung Johann Knief, Karl Radek, Paul Frölich, ISD, dann IKD), den Kommunist (Johann Knief, Friedrich Wilhelm Eildermann) sowie den Kampf in Hamburg (Schriftleitung Heinrich Laufenberg und Fritz Wolffheim).
Teile der Bremer Gruppe vertraten in der Folgezeit die These, man müsse sich endgültig von der SPD lösen und gründeten unter dem Einfluss von Johann Knief am 23. November 1918 die erste erklärt kommunistische Partei in Deutschland die Internationalen Kommunisten Deutschlands. Es entstanden einige Ortsgruppen innerhalb Deutschlands, die größten befanden sich in Bremen, Hamburg und in Dresden unter der Leitung von Otto Rühle. Am 24. Dezember 1918 fand in Berlin im Anschluss an den 1. Reichskongreß der Arbeiter- und Soldatenräte, der in der Zeit 16. Dezember bis 20. Dezember 1918 getagt hatte, der erste Reichskongress der IKD statt. Auf diesem wurde ein Zusammenschluss mit der Spartakusgruppe diskutiert.
Während des Gründungsparteitags der Kommunistischen Partei schlossen sich die IKD-Gruppen mit dem Spartakusbund zur KPD zusammen. Große Teile der ehemaligen IKD-Mitglieder wurden allerdings bereits auf dem Heidelberger Parteitag der KPD, der vom 20. bis 23. Oktober 1919 stattfand, wieder aus der KPD ausgeschlossen, da sie in der Partei gegen den Zentralismus der Spartakusgruppe auftraten. Sie wurden daraufhin von Paul Levi des Syndikalismus bezichtigt. Führende ehemalige IKD-Mitglieder wie Otto Rühle und Heinrich Laufenberg gründeten daraufhin am 3. April 1920 die Kommunistische Arbeiterpartei Deutschlands, eine Minderheit um Paul Frölich verblieb in der KPD.